# Лютня Георга (созвездие)

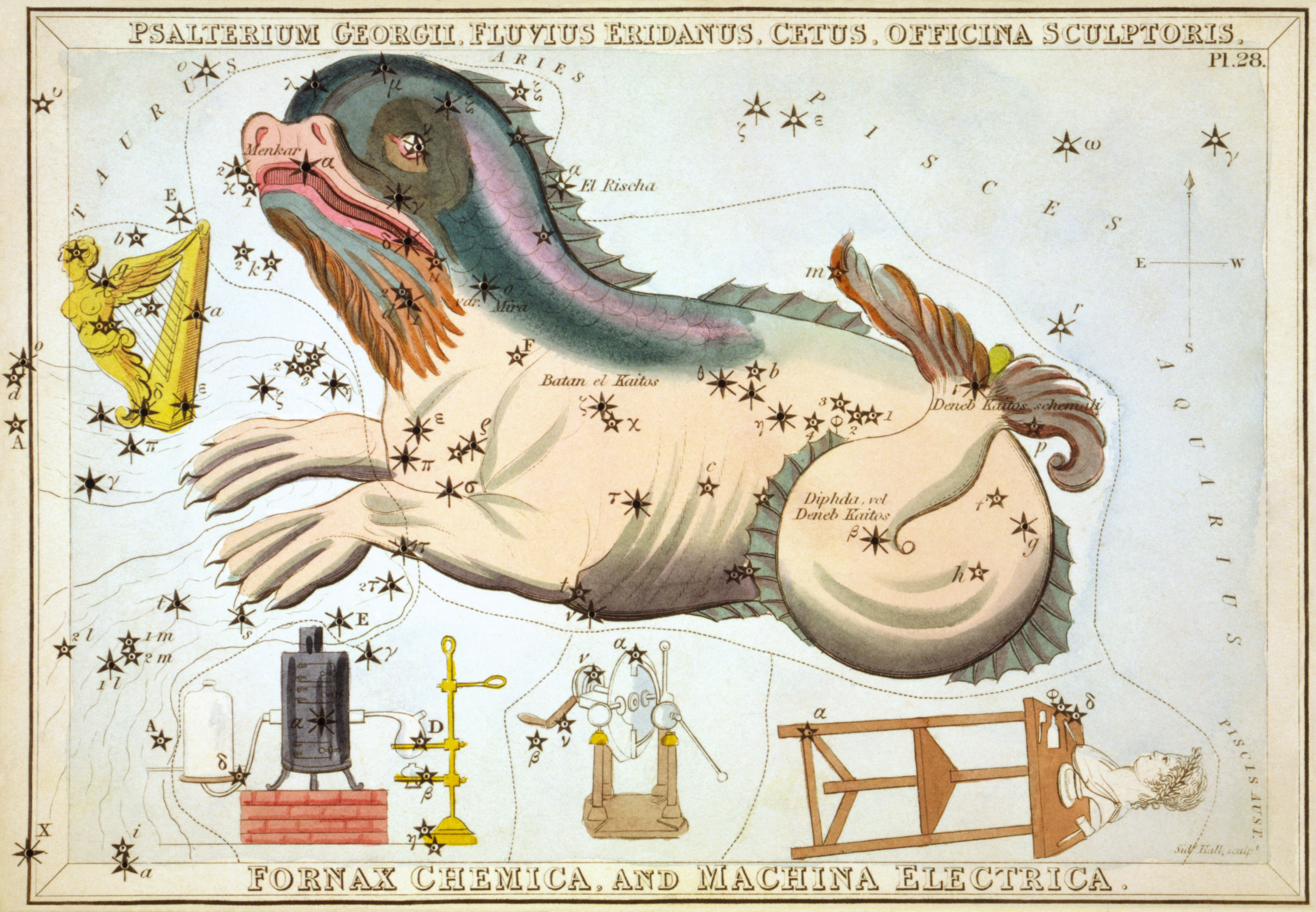
Лютню Георга можно увидеть слева на карте из Зеркала Урании (1825), рядом с Китом

Лютня Георга (лат. Psalterium Georgii) — отменённое созвездие. Предложено в 1781 году придворным астрономом при дворе Марии Терезии Максимилианом Хеллом. Названо в честь короля Георга III, под чьим патронажем работал астроном Гершель. Название этого созвездия использовалось астрономами в некоторых работах, но не слишком активно. Боде в своём атласе именовал его «Арфа Георга» (лат. Harpa Georgii), и это название также применялось. Созвездие было создано из северных звезд Эридана и находящегося рядом созвездия Тельца, включая 10 Тельца — самую яркую (4.29m) звезду созвездия.
Название этого созвездия в современной астрономической литературе не используется, а принадлежавшие ему участки небесной сферы и звёзды включены в другие созвездия Эридан и, меньшей частью, Телец и Кит.